# Nishiki

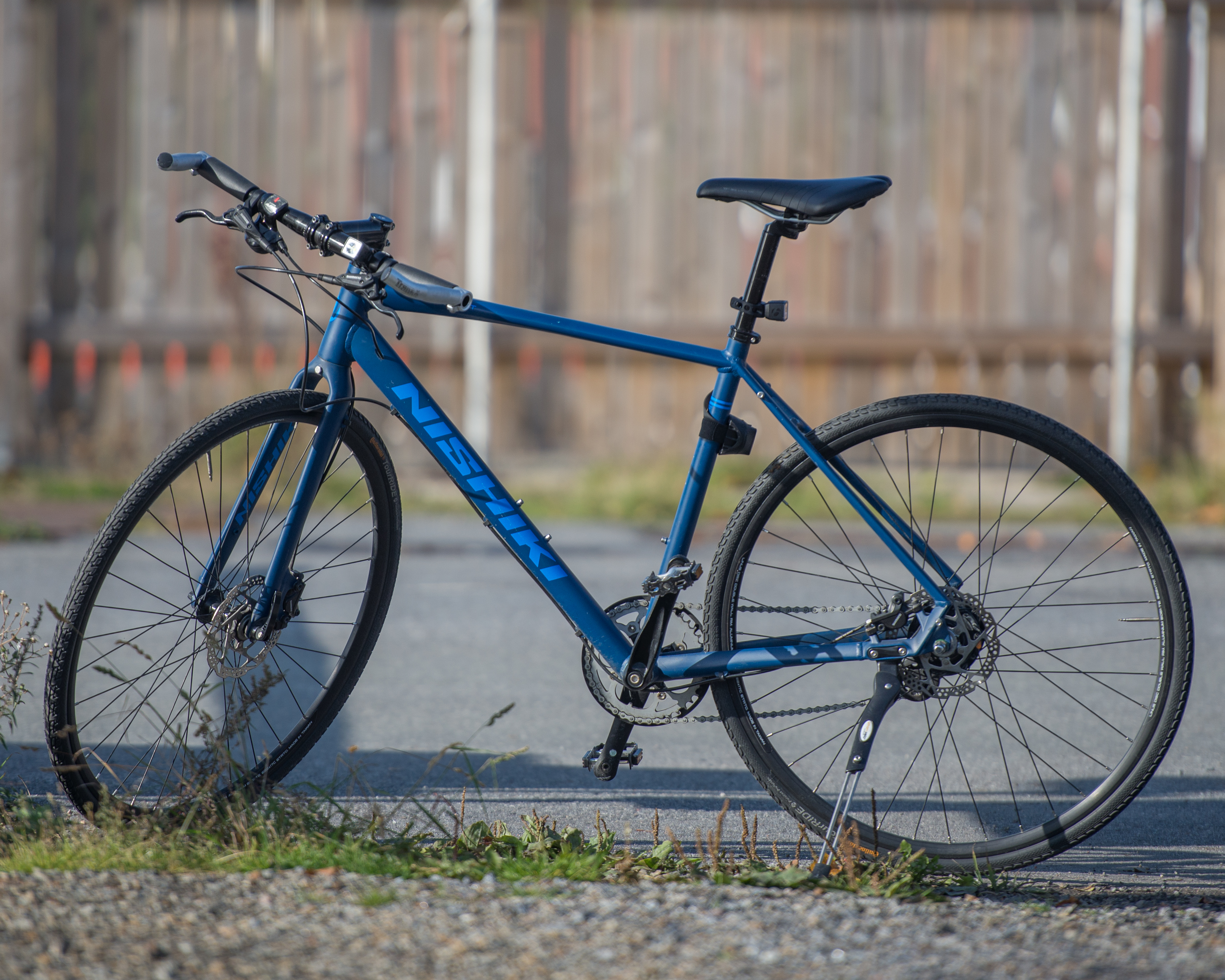
Nishikis modell "Pro eight".

Nishiki är ett svenskägt, tidigare japanskt, cykelmärke baserat i Göteborg, Sverige. 
Till Sverige importeras cyklar av märket Nishiki sedan 1980 av Unicykel AB, som har sitt säte i stadsdelen Hisings Backa i Göteborg. Nishikis cykelkollektion spänner från 20" barncyklar till tävlingscyklar på elitnivå inom både MTB- och racersegmenten. Däremellan finns också dirtcyklar, hybridcyklar (från enklare stadshybrider till avancerade stadscyklar med skivbroms och delar i kolfiber) och damcyklar med lågt insteg.